# Dóricos

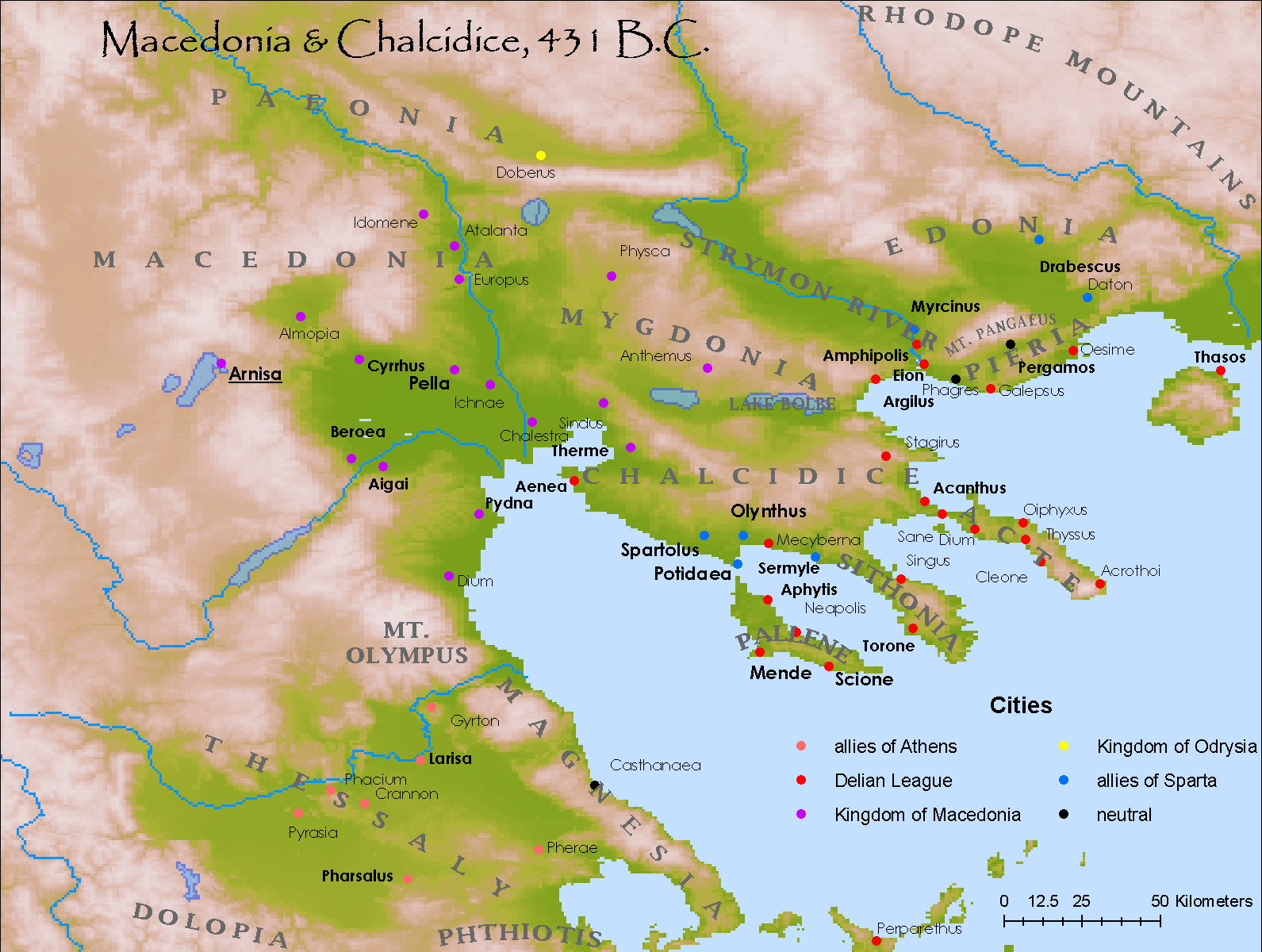
Macedônia e Calcídica, terra natal dos dórios antes de se deslocar para o Peloponeso, segundo Heródoto.

Os dóricos (ou dórios; em grego:  Δωριεῖς, transl. Dōrieis, singular Δωριεύς, transl. Dōrieus) foram uma das quatro principais tribos em que os antigos gregos dividiam a si próprios, ao lado dos aqueus, jônicos e eólicos.
Os dóricos quase sempre são referenciados na literatura grega antiga apenas como "os dóricos"; a primeira menção feita a eles data da Odisseia onde eles são encontrados como habitantes da ilha de Creta. Heródoto, ao comentar o assunto, usa o termo ethnos, que embora esteja na raiz de palavras do português como etnia e grupo étnico, aproximava-se ao conceito de 'tribo', 'raça' ou 'grupo de pessoas', no grego antigo. Os dórios faziam claramente parte dos povos tidos como helenos, dos quais diferiam no entanto, em termos de modo de vida e organização social - ela própria tão variada que abrangia desde o centro comercial populoso da cidade de Corinto, conhecida pelo estilo ornamentado de sua arte e arquitetura, ao Estado isolacionista e militarista da Lacedemônia (ou Esparta). Nações dóricas que se encontrassem em guerra geralmente (embora não sempre) podiam contar com a assistência de outras cidades e Estados dóricas.
Os dóricos se distinguiam pelo seu dialeto dórico e por suas tradições sociais e históricas características. Os relatos a respeito de seu local de origem variam; uma teoria amplamente difundida na Antiguidade, que no entanto nunca chegou a ser provada, diz que seriam originários das regiões montanhosas do norte e noroeste da Grécia, a Macedônia e o Epiro, e por circunstâncias obscuras teriam se deslocado ao sul, rumo ao Peloponeso, a certas ilhas do Egeu, à Magna Grécia e à Creta. Outra teoria sustenta que seriam originários da costa da Ásia Menor, de onde imigraram através do nordeste da Grécia e pelas diversas ilhas, até se estabelecerem definitivamente no sul da região. A mitologia grega lhes dava uma origem grega e um fundador epônimo, Doro, filho de Heleno, o patriarca mitológico dos helenos (gregos).
No século V a.C. os dóricos e os jônicos, representados respectivamente pelas cidades-Estado de Esparta e Atenas, eram as duas ethne mais importantes politicamente, e o conflito entre as duas levou à Guerra do Peloponeso. O grau com que a maior parte dos helenos do período se identificavam como "jônicos" ou "dóricos" já foi discutido. A tradição literária dos séculos V e IV a.C. pela qual os estudiosos modernos devem ver estas identificações étnicas foi influenciada profundamente pelas políticas sociais da época. Além disso, há também o fato de que diversos dos primeiros estudiosos europeus dos assuntos relacionados à Antiga Grécia, no século XIX, eram admiradores das virtudes que consideravam "dórias", e se identificavam como "laconófilos", encontrando paralelos com a cultura de então e a de seus dias; esta parcialidade teria contribuído para distorções na interpretação moderna dos "dóricos".

## História
Os relatos tradicionais situam a origem geográfica no norte e noroeste da Grécia, na Macedônia e Epiro, mas circunstâncias posteriores levaram-os a deslocar-se ao sul e estabelecer-se na Ática e no Peloponeso, em certas ilhas do mar Egeu e na costa da Anatólia. Em 1150 a.C., os dóricos começaram a invadir o Peloponeso, Creta e outros locais no mar Mediterrâneo, levando ao fim da Civilização Micénica da Idade do Bronze. Entre as cidades do Peloponeso invadidas pelos dórios contam-se Corinto, Olímpia, Esparta e Micenas. Muitos arqueólogos atribuem a destruição de Micenas, cidade fundamental no estado micénico, às invasões dóricas.
Embora a maioria dos invasores dóricos tenham se fixado no Peloponeso, também fixaram-se em Rodes e na Ásia Menor, onde mais tarde iria nascer a Hexápole Dórica (confederação de seis cidades dóricas): Halicarnasso, Cós, Cnido, Lindos, Camiros e Jalisos. Estas seis cidades tornar-se-iam mais tarde rivais das cidades jônicas da Ásia Menor. Os dóricos também invadiram Creta.
A invasão dórica foi em parte responsável pela Idade Grega das Trevas que se seguiu. Não existem registros escritos; a migração dórica está documentada apenas pelo mudo registro arqueológico: o incêndio e destruição generalizado de sítios da Idade do Bronze quer em Creta, quer no continente grego, muitos dos quais foram reduzidos a aldeias ou abandonados, e a introdução do trabalho do ferro, puseram fim à Idade do Bronze no Egeu.

## Origem do nome

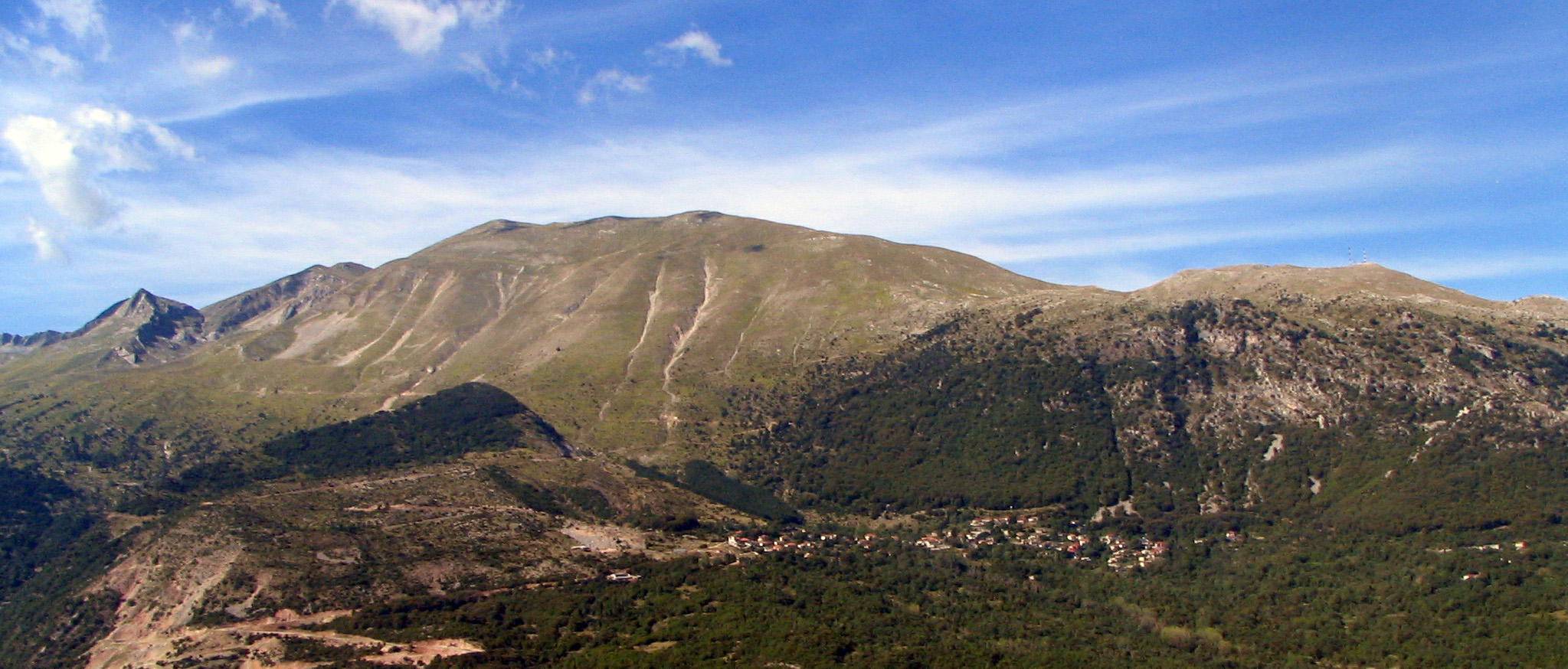
Terras altas da Grécia - os Montes Pindo.

Um nome de homem, Dōrieus, escrito em Linear B, foi encontrado nas tabuletas descobertas em Pilos, uma das regiões invadidas e dominadas pelos dórios. A tabuleta Fn867 de Pilos o registra no caso dativo como do-ri-je-we, *Dōriēwei, um substantivo da terceira declinação (consonantal), com raiz terminada em w. Um plural que não foi comprovado, *Dōriēwes, teria se tornado Dōrieis, através da perda do w e da contração, porém na tabuleta, que registra a distribuição de grãos a um templo, é simplesmente um nome masculino. Não se sabe se este nome teria o significado étnico de "o dórico". Nas tabuletas em Linear B a palavra "do-e-ro" também é encontrada, com o significado de "escravo".
Para o linguista austríaco Julius Pokorny, "dório" seria derivado de dōris, "bosque" (ou também "terra alta"). A parte dōri- viria do grau 'o' (ō ou o) do proto-indo-europeu *deru-, "árvore". "Dório" ou "dórico", portanto, poderia ser traduzido como "o povo do bosque", "o povo da montanha", "o povo do interior" ou alguma definição semelhante.
Uma segunda derivação popular foi dada pelo linguista francês Émile Boisacq, na qual a palavra derivaria da mesma raiz, porém do grego doru, "lança" (que era feita de madeira); ou seja, "o povo da lança" ou "lanceiros", enfatizando a ferocidade guerreira dos dórios.